# Jean-Claude Marquet
Jean-Claude Marquet (* 29. Mai 1940) ist ein französischer Paläontologe. Er ist langjähriger Grabungsleiter der Höhle La Roche-Cotard im Loiretal, wo Neandertaler-Artefakte gefunden wurden, die älter als etwa 57.000 Jahre alt sind.

## Leben
Jean-Claude Marquet absolvierte sein Grundstudium von 1956 bis 1960 an der Ecole Normale d'Instituteurs in Châteauroux. Von 1963 bis 1970 studierte er an den Universitäten von Tours, Poitiers, Orléans Geologie und erwarb die Befähigung für das höhere Lehramt. 1973 promovierte er in Geologie mit einer Arbeit über würmzeitliche Oberflächenformationen in der Touraine.
Von 1975 bis 1989 studierte er an der Fakultät für Geowissenschaften der Université de Bourgogne Paläontologie. Er promovierte 1989 mit einer Studie, in die Erkenntnisse aus seiner Arbeit in der Höhle La Roche-Cotard in Langeais im Département Indre-et-Loire einflossen, die im Moustérien (120.000 bis 40.000 v. Chr.) durch Menschen genutzt wurde. Der Titel seiner Arbeit war „Paléoenvironnement et Chronologie des sites du domaine atlantique français d'âge Pléistocène moyen et supérieur d'après l'étude des rongeurs“ [Paläoumwelt und Chronologie der Fundstellen des französischen Atlantikgebiets aus dem mittleren und oberen Pleistozän auf Grundlage des Studiums der Nagetier-Fauna].
Von 1962 an arbeitete Jean-Claude Marquet als Lehrer für Allgemeinbildung an einer Mittelschule. Seit 1975 war er auch an Gymnasien und Universitäten tätig und unterrichtete schwerpunktmäßig Ur- und Frühgeschichte und Paläoökologie des Quartärs.
Parallel zu seinem Paläontologiestudium qualifizierte Jean-Claude Marquet sich 1981 als Konservator der klassifizierten und kontrollierten Museen. 1984 wurde er in die Section des Sciences de la Vie et de la terre an der École pratique des hautes études aufgenommen. 1991 erhielt er die Anerkennung als Konservator an naturhistorischen Museen. Seit Januar 2000 ist er Chercheur associé am Laboratoire Archéologie et Territoires Tours der Universität Tours.

### Projekte

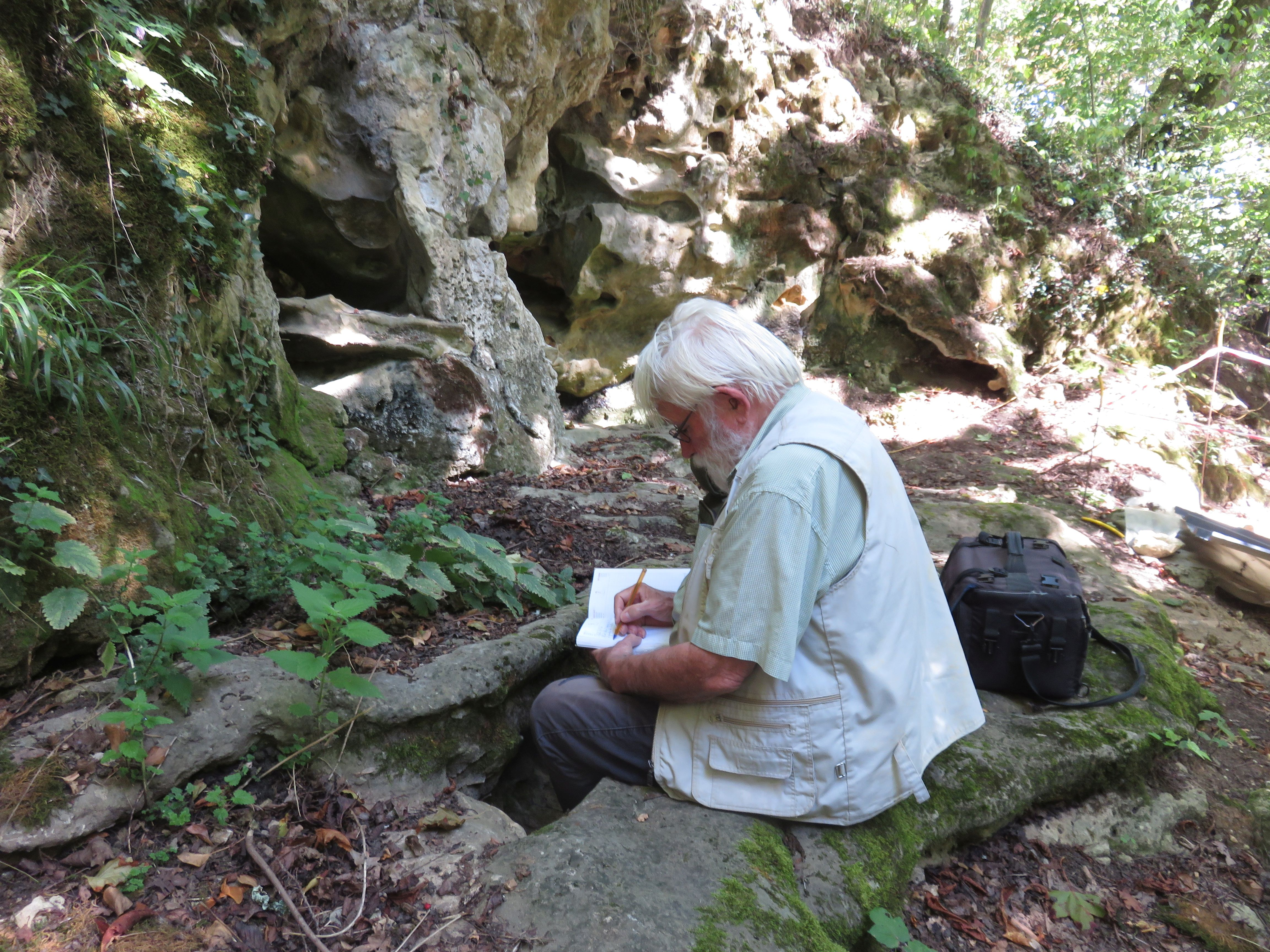
Jean-Claude Marquet bei Feldstudien

Von 1981 an leitete Marquet die Ausgrabungsstätte Petit-Paulmy in Abilly mit seinen jungsteinzeitlichen Siedlungen, er veröffentlichte hierüber eine Monographie und initiierte den Bau des Gebäudes für das dortige Museum Archaeolab. 1995 übernahm er die Leitung des Museums, insbesondere die museumspädagogische Arbeit, und hatte dieses Amt bis 2021 inne.
Von 1983 bis 2003 war er Konservator des Musée départemental de Préhistoire in Grand-Pressigny, wo eine neolithische Feuersteinmine bestand. Herzstück des Museums ist der Pierre Birette, ein herzförmiger Stein mit neolithischen Wetzrillen.
Von 2005 bis 2009 kuratierte Marquet eine internationale Ausstellung, die im Rahmen des Programms Kultur 2000 der Europäischen Union in Frankreich (Orléans, Tours), Bulgarien (Varna) und Spanien (Granada und Barcelona) gezeigt wurde. Der Titel der Ausstellung war „L’Europe, déjà, à la fin des temps préhistoriques“ [Europa gab es bereits am Ende der prähistorischen Zeit].

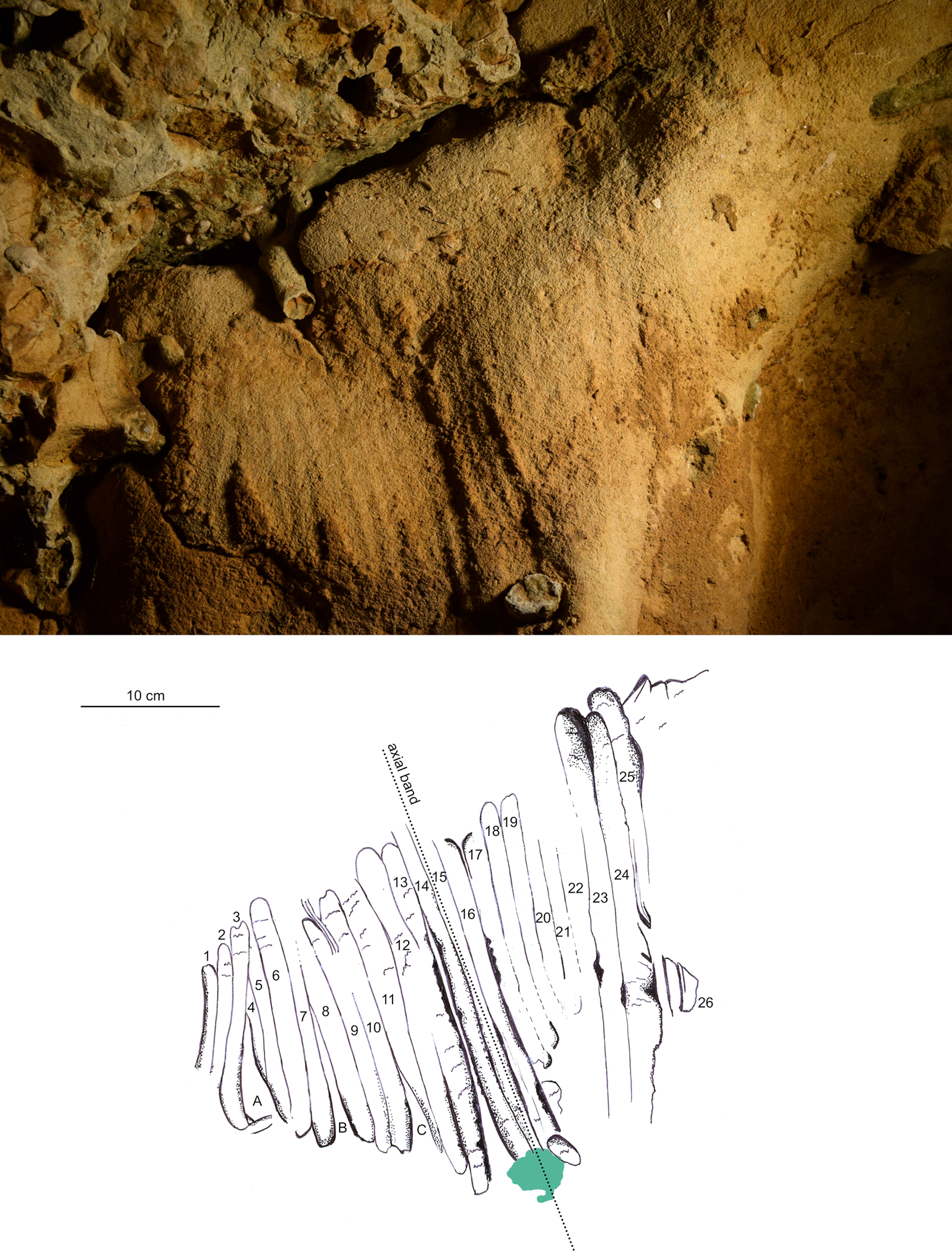
Dreieckiges Feld von 60 cm × 50 cm mit etwa 30 Gravuren aus La Roche-Cotard I

International bekannt wurde Marquet dadurch, dass er von 2008 bis 2023 das internationale (Frankreich, Schweiz, Dänemark) Archäologie-Team in der Höhle La Roche-Cotard I im Loiretal leitete. Erst 1846 hatten Bauarbeiten für eine Eisenbahnlinie den Zugang zur Höhle freigelegt. Archäologische Begehungen fanden erstmals 1912 statt. In den 1970er Jahren fiel die Aufmerksamkeit erstmals auf abstrakte Muster an den Höhlenwänden. Hunderte schwache Streifen in verschiedenen Ausprägungen sowie Punkte sind auf den Tuffstein-Wänden sichtbar. Die Streifen sind bis zu einem halben Meter lang und etwa fingerbreit. Experimentell konnte eindeutig festgestellt werden, dass die Spuren zum größten Teil von menschlichen Fingern stammen. Ebenso konnte durch Gesteinsuntersuchungen gesichert werden, dass die Höhle vor etwa 57.000 Jahren verschlossen wurde, zu einer Zeit also, in der nur Neandertaler in dieser Region lebten. Homo sapiens besiedelte das Gebiet erst später. Auch Steinwerkzeuge aus der Höhle konnten als Neandertaler-Artefakte identifiziert werden. Damit handelte es sich bei den abstrakten Mustern um die ältesten bekannten Höhlengravuren von Neandertalern, und dies in einer Anzahl und Vielfalt, wie sie in keiner anderen Höhle Europas gefunden wurden. Über die Bedeutung der Felszeichnungen können die Wissenschaftler zurzeit keine gesicherten Aussagen machen.
Marquet berichtete, dass er 1975 das erste Mal die Gelegenheit hatte, die Höhle und ihr Umfeld zu untersuchen. Damals sei die Vorstellung völlig abwegig gewesen, den Neandertaler mit so etwas wie Kunst in Verbindung zu bringen, er habe im Gegensatz zu Homo sapiens als brutal und ungesellig gegolten. Dieses Bild habe sich in den letzten Jahrzehnten fundamental geändert. Man wisse heute, dass die Neandertaler ausgeklügelte und organisierte soziale Verhaltensweisen zeigten, die sich kaum von denen der anatomisch modernen Menschen unterschieden, die erst ab etwa 40.000 v. Chr. Europa besiedelten.

## Auszeichnungen
- 1991 Chevalier des Ordre des Arts et des Lettres[2]

## Publikationen (Auswahl)
- The earliest unambiguous Neanderthal engravings on cave walls: La Roche-Cotard, Loire Valley France Plos One (2023), doi:10.1371/journal.pone.0286568
- Réflexions suite à la découverte d’un dépôt de poignards sur lames antérieurs aux « livres de beurre » (Les Tremblaires à Villeloin-Coulangé Indre-et-Loire) Actes du 32ème colloque interrégional sur le Néolithique. Le Mans (2021)
- L’Europe, déjà, à la fin des temps préhistoriques in Revue archéologique du Centre de la France. Supplément à la RACF no 38 Archea/Ferace (2012), ISBN 978-2-913272-23-1
- Le « masque » moustérien du site de la Roche-Cotard à Langeais (Indre-et-Loire) in BAR International Series 1311 (2004)